# Usnea trachycarpa
Usnea trachycarpa (Stirt.) Müll. Arg., 1889 è una specie di lichene appartenente alla famiglia Parmeliaceae.

## Descrizione
Usnea trachycarpa presenta un peduncolo delimitato, moderatamente ramificato superiormente, con una pigmentazione delle punte da giallastra a nera e numerose papille e fibrille pigmentate di nero di lunghezza variabile. Questa specie si distingue per l'asse largo, il midollo compatto, i dischi apoteciali cupolari e piatti, pigmentati di arancione e nero, spesso ornati da papille e fibrille corte.

## Distribuzione e habitat
Questa specie è diffusa in America centrale, Sud America e Antartide.